# Дунаев, Михаил Михайлович
Михаи́л Миха́йлович Дуна́ев (22 августа 1945, Москва — 4 сентября 2008, Москва) — советский и российский учёный, богослов, литературовед, профессор Московской духовной академии (2001). Автор более 200 книг и статей, в том числе 6-томного сочинения «Православие и русская литература», основанного на курсе лекций Дунаева, прочитанной в МДА.

## Биография
В 1963 году окончил среднюю школу, а в 1970 году — филологический факультет Московского государственного университета. Поступил на заочное отделение в аспирантуру Института русской литературы АН СССР. Также в это время работал личным секретарём известного писателя И. С. Соколова-Микитова.
С 1976 по 1979 год читал лекции по истории русской литературы на подготовительных курсах Московского энергетического института.
В 1979 году после защиты кандидатской диссертации присвоена ученая степень кандидата филологических наук. Темой исследования послужило творчество русского писателя Ивана Шмелёва, что было весьма нетрадиционно для советского времени. Дунаев был одним из первых филологов в СССР, кто осмелился написать о христианском писателе-эмигранте.
В 1980—1981 годах преподавал в МГУ. С 1 сентября 1990 года стал преподавателем Московской Духовной академии.
В 1997 году окончил академию экстерном и защитил кандидатскую работу. В ноябре 1998 года защитил магистерскую диссертацию, а в декабре был удостоен звания доцента.
17 сентября 1999 года решением Государственного высшего аттестационного комитета Российской Федерации ему присуждена учёная степень доктора филологических наук.
20 марта 2001 года удостоен ученой степени доктора богословия, а 6 апреля того же года — звания профессора МДА.
Скончался 4 сентября 2008 года на 64-м году жизни после тяжёлой и продолжительной болезни. 6 сентября в домовом храме Московского государственного университета во имя святой мученицы Татианы состоялось его отпевание, которое возглавил ректор Московской Духовной Академии и семинарии архиепископ Верейский Евгений (Решетников). На отпевании было прочитано послание Патриарха Московского и всея Руси Алексия II.

## Творчество
По мнению Ильи Бражникова: «нигилизм Дунаева (а это именно нигилизм, ничто иное) распространяется не только на рок, но и на большую русскую культуру — на классику. Неправославными, „чуждыми“ объявлены им Лермонтов, Тургенев, Булгаков, Солженицын… Пролеткультовцы в свое время отвергали любую культуру, имеющую „непролетарское происхождение“. Дунаев, несомненно, близок по своим установкам к критикам приснопамятного журнала „На посту“. Рок отвергается им, прежде всего, из-за африканского (неправославного) происхождения. Какой-такой может быть русский рок, когда он генетически исходит „из глубин чёрной Африки“?!».
Суть «литературоведческого» метода Дунаева по мнению протодиакона Андрея Кураева сводится к тому, что первый инквизиционно сравнивал текст того или иного писателя с «плохо усвоенным катехизисом».

## Награды
- Медаль преподобного Сергия Радонежского I степени (14 октября 2000)[4]
- Орден Преподобного Сергия Радонежского III степени (14 октября 2005)[4]

Обладатель первой премии «Православная книга России» в номинации «Автор года» в 2003 году.

### Книги
- Дунаев М. М. На земле Великой битвы: (Курская и Орловская области). — М.: Искусство, 1976. — 152 с. — (Дороги к прекрасному). — 75 000 экз.
- Дунаев М. М. К югу от Москвы. — М.: Искусство, 1978. — 184 с. — (Дороги к прекрасному). — 75 000 экз.
- Дунаев М. М., Разумовский Ф. В. В среднем течении Оки. — М.: Искусство, 1982. — 184 с. — (Дороги к прекрасному). — 85 000 экз.
- Дунаев М. М. Иван Тургенев - Ivan Turgenev : Жизнь и творчество. — М.: Русский язык, 1983. — 294 с.
- Дунаев М. М. К югу от Москвы. — 2-е изд., перераб., доп. — М.: Искусство, 1986. — 176 с. — (Дороги к прекрасному). — 100 000 экз.
- Дунаев М. М. В. Э. Борисов-Мусатов. — М.: Искусство, 1993. — 192, [48] с. — (Жизнь в искусстве). — ISBN 5-210-02103-3. (см. Борисов-Мусатов, Виктор Эльпидифорович)
- Дунаев М. М. Своеобразие русской религиозной живописи XII-XX век. — М.: Филология, 1997. — 221 с. — (Очерки русской культуры XII-XX век). — ISBN 5-7552-0100-5.
- Дунаев М. М. Православие и русская литература. — М.: Крутицкое патриаршее подворье, 1997. — Т. 2. — 473 с. — ISBN 5-87727-004-4.
- Дунаев М. М. Православие и русская литература. — 2-е изд., испр., доп. — М.: Храм святой мученицы Татианы при МГУ, 2002. — Т. 3. — 768 с. — 5000 экз. — ISBN 5-900988-09-0.
- Дунаев М. М. Православие и русская литература. — М.: Христианская литература. — Т. 4. — 784 с. — ISBN 5-900988-10-4.
- Дунаев М. М. Православие и русская литература. — 2-е изд., испр., доп.. — М.: Христианская литература. — Т. 5. — 782 с. — ISBN 5-900988-11-2.
- Дунаев М. М. Православие и русская литература. Ф. М. Достоевский. — М.: Храм святой мученицы Татианы при МГУ, 2002. — 176 с. — 10 000 экз. — ISBN 978-5-901836-05-7.
- Дунаев М. М. Вера в горниле сомнений: Православие и русская литература в XVII-XX веках. — Престиж, 2003. — 1056 с. — 5000 экз. — ISBN 5-94625-023-X.
- Дунаев М. М. Преступление перед будущим. — Святая Гора, 2006. — 56 с. — 3000 экз.
- Дунаев М. М. О романе М. М. Булгакова «Мастер и Маргарита». — Святая Гора, 2006. — 56 с. — 3000 экз.
- Дунаев М. М. На пороге. История одной жизни. — Альта-Принт, 2005. — 816 с. — 3000 экз. — ISBN 5-98628-007-5.
- Дунаев М. М. Своеобразие русской иконописи. — 1995. — 79 с. — ISBN 5-88541-003-9.
- Дунаев М. М. Преступление перед будущим. — М.: Издательский Дом «Святая Гора», 2006. — 64 с. — 3000 экз.
- Владимиров А. протоиерей, Николаев С. протоиерей, Дунаев М. М. От слов своих осудишься: Сквернословие. — Издательский Совет Русской Православной Церкви, 2007. — 80 с. — 15 000 экз. — ISBN 978-5-94625-195-2.

### Статьи
- Творчество И. С. Шмелева периода первой русской революции // Русская литература. 1976. — № 1. — С. 173—181.
- Достоевский и Шмелев // Достоевский. Материалы и исследования. — Л.: Наука, 1978. — С. 217—221.
- Своеобразие творчества И. С. Шмелева: К проблеме «бытовизма» в произведениях писателя // Русская литература. 1978. — № 1. — С. 163—175.
- Уроки Тургенева // Тургенев И. С. «Отцы и дети». — М.: «Русский язык», 1991.
- Истина в том, что болит голова // Златоуст. 1992. — № 1. — С. 306—348.
  - Истина в том, что болит голова // Православная беседа. — 1992. — № 2/3. — С. 36—39.
- «И звук его песни в душе молодой остался — без слов, но живой…»: Михаил Юрьевич Лермонтов (1814—1841) // Православная беседа. — 1992. — № 6/7. — С. 42.
- «Тяжелы мне думы, сладостна молитва!»: Алексей Васильевич Кольцов (1809—1842) // Православная беседа. — 1992. — № 10/12. — С. 42.
- Преподобный Сергий и русская культура // Православная беседа. — 1992. — № 6/7. — С. 37-40.
- «Впусти меня! — Я верю, Боже мой!»: Федор Иванович Тютчев (1803—1873) // Православная беседа. 1992. — № 8/9. — С. 42.
- Да будут все едино // Слово. 1992. — № 6.
- Насущно ли духовное? // Москва. — М., 1992. — № 9/10. — C. 190—192.
- Испытание веры. О религиозном постижении смысла жизни в творчестве А. П. Чехова // Богословский вестник. 1993. — Т. 1. — № 1. — № 1-2. — С. 225—253.
  - Испытание веры (О творчестве А. П. Чехова) // Литература в школе. — 1993. — № 6. — С. 12—20.
- «Бессильно зло, мы вечны, — с нами Бог!»: Владимир Сергеевич Соловьев (1853—1900) // Православная беседа. — 1993. — № 1. — С. 42.
- Плоды худые // Православная беседа. — 1993. — № 2. — С. 42—45.
- «Того, Кто оковы души сокрушил, да славит немолчно созданье!»: Алексей Константинович Толстой (1817—1875) // Православная беседа. 1993. — № 2. — С. 46.
- «Молю: оставь одну со мною Твою святую благодать»: Иван Саввич Никитин (1824—1861) // Православная беседа. — 1993. — № 3. — С. 42.
- Божие и кесарево // Православная беседа. 1993. — № 4. — С. 42—43.
- «Войди, Христос наложит руки…»: Николай Алексеевич Некрасов (1821—1878) // Православная беседа. — 1993. — № 4. — С. 44.
- «Греми надеждою, греми любовью мира!..»: Дмитрий Владимирович Веневитинов (1805—1827) // Православная беседа. — 1993. — № 5. — С. 45.
- «Научи меня, Боже, любить…»: К. Р. (Константин Константинович Романов) (1858—1915) // Православная беседа. — 1993. — № 5/6. — С. 58.
- Хочу умереть христианином // Православная беседа. 1994. — № 1. — С. 39—40.
- «Птицы о радости вечного Бога поют»: Иван Алексеевич Бунин (1870—1953) // Православная беседа. — 1994. — № 1. — С. 43
- «Творец! Покрытому мне тьмою…»: Михаил Васильевич Ломоносов (1711—1765) // Православная беседа. — 1994. — № 2. — С. 45.
- «Твое созданье я, Создатель!..»: Гаврила Романович Державин (1743—1816) // Православная беседа. — 1994. — № 3. — С. 45.
- Соблазны «серебряного века»: (идея самообожествления человека в творчестве художников начала XX века) // Слово. 1994. — № 1-6. — С. 7-13.
- Духовное и земное // Православная беседа. 1994. — № 2. — С. 8-12.
- Свет от Света // Москва. 1994. — № 8. — С. 192—197.
- Соблазны искусства // Журнал Московской Патриархии. 1996. — № 3. — С. 59-74.
- Всем нам путь освещают: Об особенностях русского национального характера // Слово. 1996. — № 3/4. — С. 31-33.
- Рукописи не горят? О романе М. А. Булгакова «Мастер и Маргарита» // Богословский вестник. 1996. — Т. 1. — № 2. — С. 74-89.
- Крупица истинной поэзии // Литературная учёба. 1996. — № 5/6. — С. 20—26.
  - Крупица истинной поэзии // Православная беседа. — 1997. — № 2. — С. 44—46.
- Пророк «светлого будущего» // Православная беседа. 1997. — № 3. — C. 41-44.
- Западнические заблуждения П. Я. Чаадаева // Духовный мир. 1997. — № 4. — С. 91-112.
- Спасёт ли мир красота? // Православная беседа. 1997. — № 4.
- Наваждение правдоподобия — иллюзия истины // Воскресная школа. 1997. — № 20. — С. 12-13.
- Пресвятая Троица — прообраз Святой Руси. // Воскресная школа. 1998. — № 19. — С. 6.
- От «Войны и мира» к «евангелию от Льва» // Православная беседа. 1998. — № 4.
- Обломовщина духовная, душевная и телесная // И. А. Гончаров: Материалы международной конференции, по-свящённой 185-ле-шю со дня рождения И. А. Гончарова. — Ульяновск: Печатный двор. 1998. — С. 113—124.
- Раба греховной страсти // Православная беседа. — 1998. — № 6. — С. 44—47.
- Время «безумного забвения Вечного и Небесного». // Православная беседа. 1999. — № 5. — С. 40—43.
- «…следовательно, есть Бог». // Труд. — 1999. — № 95 (28 мая — 3 июня 1999). — С. 18.
- О смысле таинства Крещения. // Православная беседа. 1999. — № 1.
- Искусство постмодернизма // Новый век. 2002. — № 1. — С. 12—14.
- Какая красота спасёт мир? // Александро-Невский вестник (Барнаул). 2002. — № 2. — С. 10-11; 2002. — № 4. — С. 4—5.
- Религия — антагонизм игры // Контригра. 2002. — Март. — С. 18-19.
- Зов Святой Земли // Труд. 2002. — № 132 (1 августа 2002). — С. 21.
- Искусство постмодернизма // Новый век. 2002. — № 1. — С. 12—14.
- Антон Павлович Чехов // Чеховский вестник. — М., 2003 — № 12. — С. 20—25.
- Ещё раз о русской национальной идее // Православная беседа. — М., 2003. — № 1. — C. 44—45.
- Постмодернистские скандалы // Церковь и время. — 2003. — № 2 (23). — С. 104—127.
- О литературном творчестве П. Н. Краснова // Церковь и время. — 2003. — № 3 (24). — С. 188—210.
- Интеллигенция: православие без берегов? // Искушения наших дней: в защиту церковного единства  / Ред.-сост. А. Добросоцких. — М.: Даниловский благовестник, 2003. — С. 300—303.
- В эстетическом отношении людей сегодня «опускают» (интервью). // Призвание. 2003. — № 3. — С. 21—28.
- Пути неисповедимые // Встреча: культурно-просветительная работа. 2004. — № 11. — С. 25—32; № 12. — С. 29—32; 2005. — № 1. — С. 29—32; № 2. — С. 29—32; № 3. — С. 29—32.
- Религиозность Чехова // Православная беседа. 2005. — № 4. — С. 52—55.
- Сакральный смысл иконописания // Икона и образ, иконичность и словесность : сборник статей / ред., сост. Валерий Владимирович Лепахин. — М.: Паломник, 2007. — С. 92—110.
- Спасительная сила поэзии // Духовный потенциал русской классической литературы: сборник научных трудов. — М.: Русскш Mipъ, 2008. — С. 76—83.
- Духовный путь И. Шмелева // Духовный путь Ивана Шмелева : Статьи, очерки, воспоминания / сост., предисл. А. М. Любомудрова. — М., 2009. — С. 171—197.